# Rajvoträsket
Rajvoträsket är en sjö i Arvidsjaurs kommun i Lappland och ingår i Byskeälvens huvudavrinningsområde. Sjön har en area på 0,0885 kvadratkilometer och ligger 318,2 meter över havet. Sjön avvattnas av vattendraget Krokträskbäcken.

## Delavrinningsområde
Rajvoträsket ingår i det delavrinningsområde (726334-168441) som SMHI kallar för Ovan 726184-168308. Medelhöjden är 375 meter över havet och ytan är 6,02 kvadratkilometer. Det finns inga avrinningsområden uppströms utan avrinningsområdet är högsta punkten. Krokträskbäcken som avvattnar avrinningsområdet har biflödesordning 2, vilket innebär att vattnet flödar genom totalt 2 vattendrag innan det når havet efter 110 kilometer. Avrinningsområdet består mestadels av skog (83 procent). Avrinningsområdet har 0,27 kvadratkilometer vattenytor vilket ger det en sjöprocent på 4,4 procent.